# Индийска змиешийка
Индийската змиешийка (Anhinga melanogaster) е вид птица от семейство Anhingidae. Видът е почти застрашен от изчезване.

## Разпространение
Разпространен е в Бангладеш, Бруней, Камбоджа, Индия, Индонезия, Лаос, Мианмар, Непал, Пакистан, Филипини, Шри Ланка, Източен Тимор и Виетнам.